# 加賀まりこ
加賀 まりこ（かが まりこ、1943年12月11日 - ）は、日本の女優、司会者。本名：加賀 雅子（かが まさこ）。有限会社活動屋所属。デビュー以来、奔放な言動でマスコミを賑わせ、「小悪魔」や「和製ブリジット・バルドー」などと呼ばれる。

## 来歴・人物

### 生い立ち
東京都神田区小川町（現在の千代田区神田小川町）に生まれ、新宿区神楽坂で成人し、現在も新宿区在住。父・加賀四郎は映画会社大映のプロデューサーとして知られ、芸能一家の中で育つ。姉は13歳年上、兄は12歳年上。兄は大映・松竹のプロデューサーの加賀祥夫。
小学生の時分より隣町である神田神保町の古本街に通い、澁澤龍彦翻訳の「マルキ・ド・サド選集」を愛読。小さい時から思ったことは何でも口にする歯に衣きせぬ毒舌だったという。また映画で見た、オードリー・ヘプバーンの髪型にするため1人で美容院に行くほどの早熟な子供であった。
中学校時代には陸上競技を行っており、2年時には走幅跳で都大会で優勝している。高校生になると行動範囲は広がり、六本木や麻布界隈で飯倉の高級イタリアレストラン「キャンティ」に学生服のまま通っていた。キャンティでは安井かずみ、コシノジュンコらと親しくなった。また、キャンティのママ・川添梶子の自立した生き方に強い憧れを抱いていたという。なお、六本木野獣会のメンバーと誤解されることがあるが、本人は無関係だと否定し、「野獣会などは田舎者の集まり」と言っている。

### 芸能界デビュー

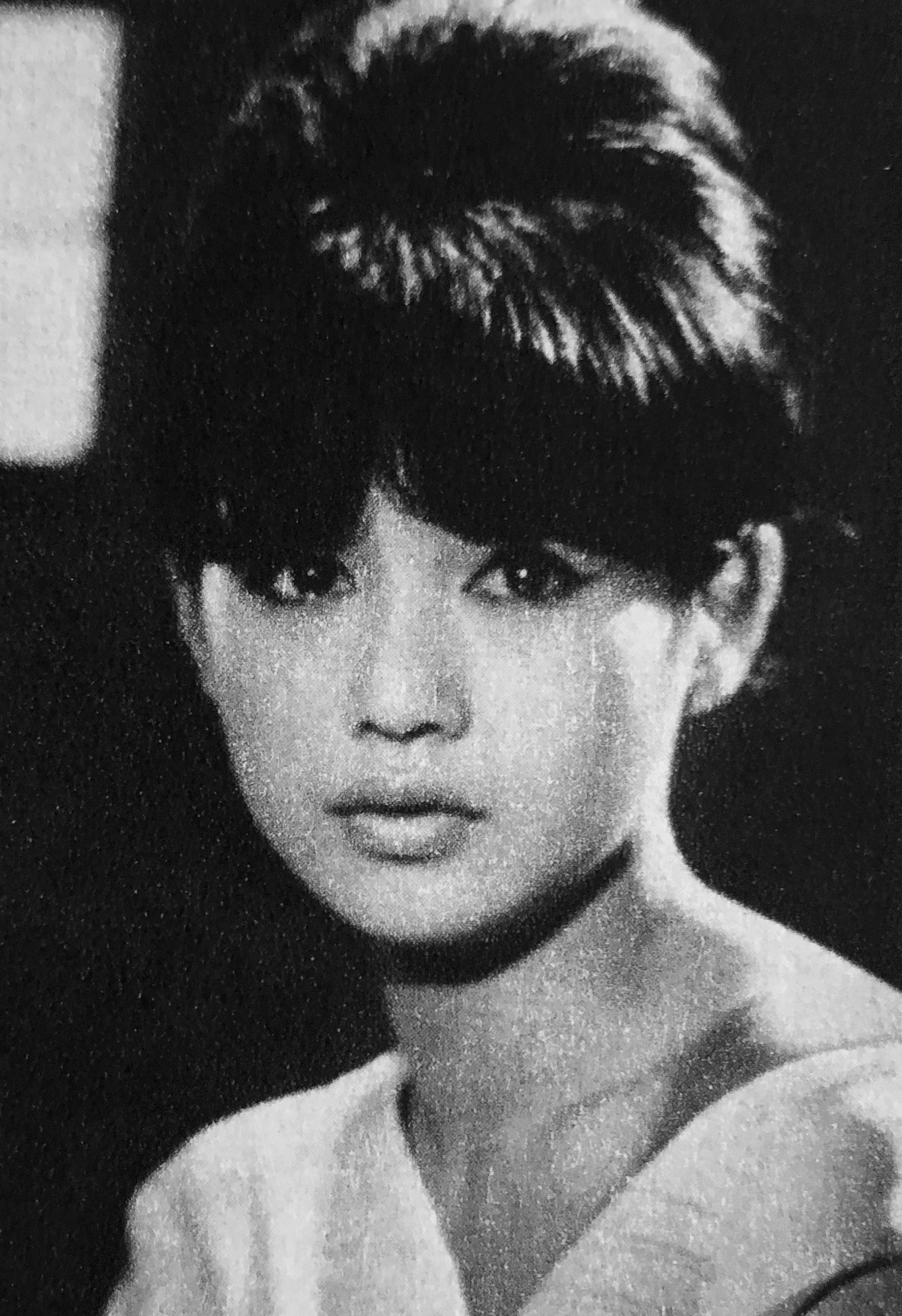
『映画情報』1965年4月号（国際情報社）より

千代田区の一橋中学校を経て明星学園高等学校入学。同校在学中の1960年、通学姿を見初めた篠田正浩と寺山修司に路上でスカウトされ、フジテレビ系ドラマ『東京タワーは知っている』でデビュー。芸名は秋山庄太郎に付けてもらった。「加賀だったら、『まりこ』が明るくていいじゃないか」とのことだった。
松竹と5年間の新人契約を交わして1962年に『涙を、獅子のたて髪に』で映画デビュー。中尾彬、山本陽子らと共演した主演映画『月曜日のユカ』は、加賀まりこの代表作の一つである。その後数々の映画やドラマに出演し、小悪魔的なルックスと高い演技力で人気女優となった。反面、常に歯に衣着せぬ発言、かつ強気であったため「生意気」のレッテルを貼られ、尖ったキャラクターイメージでお馴染みとなり、その言動が波紋を呼ぶこととなった。

### 一時休業、復帰
1964年4月、20歳の時、次々に舞い込んでくる仕事と女性週刊誌がイメージだけで書く記事に嫌気がさし、人生をリセットする目的で半年先のスケジュールまでキャンセルして、単身パリに渡る。それまでに稼いだ金で豪遊のかたわら、イヴ・サン＝ローラン、フランソワ・トリュフォー、ジャン＝リュック・ゴダール、フランソワーズ・サガンらと交友する。この滞在中、1964年6月にフランスを訪れた大相撲の横綱大鵬や前頭（後に横綱）琴櫻（初代）と撮った記念写真が残されている。
半年が経ち、金が底をつき帰国を考えていた矢先に、国際電話で演出家･浅利慶太から舞台出演の打診をされる。帰国後の1965年6月、劇団四季の舞台『オンディーヌ』に出演。連日大入りの大盛況となった。この舞台で初めて女優としての喜びを知り、以降女優業に本腰を入れる。
川端康成は大変加賀を気に入っており、撮影所や劇場によく見学にきたり、ともに朝食を摂ることもある仲であった。加賀は川端について「いいダチ」と述懐している。1965年に出演した映画『美しさと哀しみと』の作品中のレズビアン「坂見けい子」を加賀が演じることになり、川端は原作者として加賀と初対面した。川端は加賀のリハーサルの演技を見て、「加賀さんの熱っポイ激しさに私は驚いた」、「私がまるで加賀まりこさんのために書いた様な、他の女優は考えられないような、主演のまりこがそこに現れた」と述べ、登場人物の「けい子」というエキセントリックで妖精じみた娘に、「演技より前の、あるいは演技の源の、加賀さんの持って生まれた、著しい個性と素質が出ていた」と褒めた。
俳優業の傍ら、古舘伊知郎とともに「夜のヒットスタジオSUPER」（1989年 - 1990年、フジテレビ系列）の司会を務める。
2005年から2007年にかけて放送の『花より男子』に出演したことで若い世代からも「道明寺のお母さん」と認知され、特に女子高生から声をかけられることが増えた（なお、本人は自虐的に語っている）。この役について「鉄の女というか、血が通ってない役は似合わないと思って最初は断ったけど、クランクイン1週間ほど前にプロデューサーと演出家の方に口説かれ、その熱意に打たれて出演を決めた。反響が凄かったわ」と語っている。
2011年秋に中尾彬と一緒に肺炎予防大使に就任。肺炎予防推進プロジェクトの一環で、肺炎球菌ワクチン接種の啓発に一役買った。
2013年6月からは1ヶ月間スポーツニッポン紙上で「我が道」を連載。
2017年10月18日放送分のフジテレビ系『良かれと思って!』に出演した際、6歳下のドラマ演出家と事実婚している加賀は「60歳の時から（事実婚している）。向こうが振り向いてくれた。5年越し、55歳の時から（アプローチしていた）」と自分から男性に働きかけたことを明かした。

### 交友関係
石坂浩二とは1966年に舞台で共演したことを契機として交際が始まり、一時は同棲にまで至るも、お互いの仕事が忙しくなり関係は自然消滅した。なお後に石坂と結婚する浅丘ルリ子を石坂に紹介したのも加賀である。
飯島愛とは『クイズ赤恥青恥』（テレビ東京）で出会って共演して以来親交があった。飯島は加賀の出産当日に亡くなった娘と同じ1972年生まれという共通点もあって「私もあなたのお母さんになる」というつもりで交流が始まったという。飯島の死後（2009年）に行われたお別れ会では発起人の一人として名前を連ねた。
川添象郎とは幼馴染だった。

## エピソード
- 肩書き・名刺など「実体のない権威をかざす奴は嫌い」と発言している[13]。
- 2000年過ぎ頃まで10余年に亘り、更年期障害に悩まされていたという（NHKドラマ『ダイヤモンドの恋』制作発表会見で告白）[25]。
- 風間杜夫・萩原聖人らと並んで、麻雀が強い芸能人として知られる。過去に『THEわれめDEポン』（フジテレビ系）で4回の優勝経験がある[26][27][28]。
- スポーツ観戦も好み、過去の大相撲で好きな力士は初代若乃花だった。大相撲東京場所によく観戦に行っていた。またプロ野球も好きで、基本的にはアンチ巨人。1958年の日本シリーズでは1958年10月21日の第7戦を後楽園球場で観戦し、稲尾和久の4連投4連勝の瞬間に立ち会っていた。なお、その稲尾とも麻雀で対局したことがあった[26]。
- 選択的夫婦別姓制度に賛同[29]。
- TUBE、柳葉敏郎の大ファンである。
- のちに親友となる安井かずみとの初めての出会いは軽井沢の万平ホテルの近くで、当時加賀は乗馬をしていて、安井のほうはスポーツカーに乗っていたという、クロード・ルルーシュ風のドラマティックな出会いだったと、安井はのちに回顧している[30]。
- 愛煙家でもある。

## 家族・親族
父・四郎は大映のプロデューサー。兄は大映・松竹のプロデューサーの加賀祥夫。祖父は元衆議院議員の加賀卯之吉。母方の祖母は神田錦町で貸席を営んでいた松本フミ。
伯父・加賀一郎は、アントワープオリンピックで陸上競技100mと200mに出場しており、ベルリンオリンピックにも役員として選手団に同行、もう一人の伯父・加賀二郎は松竹株式会社元常務。また父方・母方の従兄妹は元女優の岸雅子（のち加賀周子）、『シャボン玉ホリデー』カバーガールをつとめた加賀美知子、元日本テレビプロデューサーの加賀義二。加賀本人は父似と語っている。姪は女優の加賀千景。姪の夫は俳優の田中健。
1972年、未婚のまま女児（父親は非公表）を妊娠、シングルマザーとしての育児を決意するも、同年2月14日、出産7時間後に死亡した（死因は非公表）。その後、1974年にフジテレビプロデューサーの高田明侑と結婚、1980年に離婚。現在はTBS社員の演出家と事実婚の関係である。

## 出演

### テレビドラマ
- 東京タワーは知っている（CX）
- 潮騒（1962年、TBS）
- おこまさん（1962年8月10日、NHK）
- 鬼の渡し （1962年10月15日、YTV）
- 恋知りそめて（1962年10月 - 1963年1月、CX）
- 東芝日曜劇場 （TBS）
  - （第312回）「冬の感情」（1962年11月25日）
  - （第370回）「親いも子いも」（1964年1月5日）
  - （第388回）「空をとぶ妻」（1964年5月10日）
  - （第1285回）「お父さんの地下鉄」（1981年8月9日、RKB）
  - （第1521回）「旅行者はみな駅へ行く」（1986年3月2日）
- 近鉄金曜劇場 「誰も知らない」（1963年2月1日、TBS）
- ぼうや（1963年、NTV）
- 赤い鈴蘭 （1963年、NET）
- バナナ（1963年9月3日、NHK）
- てんてこまい物語 （1963年、TBS）
- 三匹の侍（CX）
  - 第1シリーズ 第26話（1963年）
  - 第5シリーズ 第26話「浪人天国」（1968年） - 万寿
  - 第6シリーズ 第16話「死にたい女」（1969年）
- 夢をそだてよう （1963年、NTV）
- 可愛い女たち （1964年、NTV）
- 浮草（1964年1月5日、NET）
- こんばんは21世紀（1964年4月12日、12ch）
- ザ・ガードマン （1965年、TBS）
- 一発屋（1965年、MBS）
- 源氏物語（1965年、MBS）-女三の宮
- はらから（1965年、NHK）
- 日産スター劇場 「クレイジー・キャッツ1965重大ニュース」（1965年12月25日、NTV）
- 青い山脈（1966年、NTV）
- 嫌い!好き!!（1966年 - 1967年、NTV）
- 夕陽沈むとき（1967年、THK）
- 人魚と野郎（1967年、NET）
- 一匹狼（1967年、NTV）
- 奈々とその母（1968年、TBS）
- お庭番 （NTV）
  - 第1話・2話「元禄十四年」（1968年）
  - 第31話・第32話「危機一発」（1968年）
- お多江さん（1968年、ABC）
- あひるの学校（1968年、NHK）
- ローンウルフ 一匹狼 第27話「車椅子の女」（1968年、NTV・東映）
- 大奥 第50話-第52話 （1969年、KTV） - 柳川（大奥最後の御台所付き御中臈）
- どくろ銭（1969年、NET）
- 喜劇 花も嵐も（1969年、MBS）
- 90日の恋（1969年、NTV）
- 大坂城の女（1970年、関西テレビ）－宰相の局
- マイホーム'70（1970年、TBS）
- 女が階段を上る時（1970年、NTV）
- 二人の刑事 第10話（1970年、TBS）
- 美しき獲物（1970年、NTV）
- 憎いあんちくしょう（1970年、NTV・日活）　- 榊田典子　役
- 柳生十兵衛 第29話「生きていた亡霊」（1970年 - 1971年、CX・東映）
- 宮本武蔵（1970年 - 1971年、NET）
- 男たちのブルース（1970年、YTV）
- おも舵とり舵（1971年、ABC）
- 徳川おんな絵巻 （KTV） - 花野 
  - 第25話「仮面の女」（1971年3月20日）
  - 第26話「悪霊の城」（1971年3月27日）
  - 第48話「鬼火ヶ淵の精」（1971年8月28日）
- 北斗王（1971年3月27日、NHK）
- ザ・ガードマン 第333話「フランスで死んだ女」（1971年、TBS・大映テレビ室）
- ぼんち（1971年、KTV）
- 江戸巷談 花の日本橋（1972年、KTV）
  - 第17話「怪盗腕くらべ」
  - 第18話「女泥棒の恋」
- 鉄道100年 大いなる旅路（1972年、NTV）
- 姫君捕物控（1972年、NTV） - 武州無宿・お竜/大岡越前守の娘・霞（同一人物役）
- 忍法かげろう斬り 第26話「鷹はまた飛ぶ!」（1972年、KTV・東映） - 小夜
- 眠狂四郎 第4話「円月 殉愛を斬る」（1972年、KTV・東映）
- 必殺仕掛人 第23話「おんな殺し」（1973年、ABC・松竹） - お美乃 / 梅安の母親(二役)
- となりは隣り（1972年、12ch）
- キイハンター 第240話「危機一発！死の接吻作戦」（1972年、TBS）
- 隼人が来る 第22話「愛と憎しみと」（1973年、CX）
- まんまる四角（1973年、TBS）
- 金色夜叉（1973年、NHK）
- 旅人異三郎（1973年、12ch）
- 銀河テレビ小説（NHK）
  - 波の塔（1973年） - 結城頼子 ※1983年版にも出演
  - しあわせ志願 （1988年） - 林田加津子
- 真夜中の警視 第6話（1973年、KTV）
- 非情のライセンス（NET・東映） - 真山由比
  - 第1シリーズ 第1話「兇悪の門」（1973年）
  - 第3シリーズ 第26話「ああ兇悪! さらば会田刑事」（1980年）
- 木曽街道いそぎ旅 第1話・第17話（1973年、CX）
- 突如として男が（1973年、NTV）
- ナショナルゴールデン劇場 七色とんがらし （1976年、NETテレビ） - 朝子
- 伝七捕物帳 第118話 「飛び込んできた女狐」（1976年、NTV）
- 痛快! 河内山宗俊 第24話「手玉にとられた鬼三匹」（1976年、CX・勝プロ） - お菊
- 新車の中の女（1976年、YTV）
- 隠し目付参上 第5話「これにて一件落着か」（1976年、MBS・三船プロ） - お艶
- 桃太郎侍 （NTV）
  - 第11話「夜桜小僧闇に哭く」（1976年12月12日） - お鉗（夜桜小僧）
  - 第81話「瞼に咲いた白い花」（1978年4月30日） - お夕
  - 第108話「流転の女に情の傘」（1978年11月5日）
  - 第247話「渡世の意地通します」（1981年7月12日）
- 新・座頭市 第1シリーズ 第16話「駆込み道中ふたり旅」（1977年1月12日、CX） - お香
- 大河ドラマ（NHK）
  - 花神（1977年） - お琴
  - 徳川家康（1983年） - 於こう
  - 毛利元就（1997年） - 美伊の方（富田靖子）の侍女・藤野
  - 利家とまつ（2002年） - たつ
  - 江〜姫たちの戦国〜（2011年） - 大姥局
- とべない鳩のように（1977年、TBS）
- 新河原町東入ル（1977年、KTV）
- 新五捕物帳 第11話「心に結ぶ草の露」（1977年、NTV・ユニオン映画） - 髪結いの おしん
- 新・必殺からくり人 第3話「東海道五十三次殺し旅 三島」（1977年、ABC / 松竹）- おのぶ
- おくどはん 第1シリーズ （1977年 - 1978年、ABC）
- ポーラ名作劇場 「おはん」（1978年1月2日、ANB）
- 浮浪雲 第11話 （1978年、ANB）
- 土曜ワイド劇場 （ANB）
  - 「夜の大捜査網脱出」（1978年4月29日）
  - 「血のような太陽 殺しの子連れ旅」（1981年6月20日）
  - 「痴漢 エリート団地妻VSハイミス姉妹 ガラスの家に石を…!」（1984年3月10日）
  - 森村誠一の魔少年 年上の愛人は情事の夜殺される!「熱帯魚の餌が…」（1985年6月1日） - 牧子
  - 西村京太郎トラベルミステリー 「寝台急行“銀河”殺人事件」（1986年6月28日・東映）- 星野悠子
  - 「東京－清里ペンション村連続殺人 殺人現場に女と泊まった独身弁護士」（1987年5月16日）
- ポーラテレビ小説 / こおろぎ橋（1978年、TBS） - 西口克子
- 花々と星々と（1978年、NHK） - 犬養仲子
- 幸せの陽だまり（1979年1月6日、NHK）
- 続おくどはん（1979年、ABC）
- 愛と喝采と（1979年、TBS）
- 家族サーカス（1979年、CX） - 唐島モリ
- 冬の花火（1979年、TBS）
- 新春ドラマ 「結婚嫌い」（1980年1月7日、ANB）
- 頓珍館おやじ（1980年、ANB）
- 木曜ゴールデンドラマ （YTV・NTV）
  - 「俺たちの明日 ～坂本竜馬、中岡慎太郎!!幕末に散った壮絶な青春～」（1980年5月8日、NTV）
  - 「五瓣の椿 復讐に燃える女の怨念」（1981年4月2日）
  - 「哀しみは女だけに3 沖縄編」（1981年10月1日）
  - 「黒い棘」（1982年1月21日）
  - 「黄昏の愛と憎しみ 出獄の朝 妻と娘は」（1982年4月8日）
  - 「下町物語 父と娘の許されぬ愛を映して、哀しみの川は流れる」（1983年10月3日）
  - 「恋文」（1984年9月13日）
  - 「胎児は証言する」（1985年6月27日）
  - 「愛を裁く女たち」（1986年10月23日）
  - 「偽りの花嫁」（1987年6月11日）
  - 「教祖裕子の憂うつ」（1992年2月27日）
- ドラマ人間模様（NHK）
  - 絆（1980年） - 杉江啓子
  - いま、村は大ゆれ （1984年） - 康子
- しあわせ戦争（1980年、TBS）
- 旅がらす事件帖 第23話「明日咲くか紅小梅」（1981年、KTV・国際放映） - おりつ
- 蛇蠍のごとく（1981年、NHK）
- 氷点（1981年、MBS）
- 見まわせば二人（1981年、NTV）
- 夫婦は夫婦 翔びすぎて…（1981年7月3日、CX）
- 幻之介世直し帖 第14話「盗っ人を盗む女」（1981年、NTV）
- 大岡越前 第6部 第19話「釣り忍の女」（1982年7月12日、TBS / C.A.L） - お銀
- 火曜サスペンス劇場 （NTV）
  - 「大病院が震える日」（1981年10月13日）
  - 「幻の罠」（1982年6月1日） - 谷森葉子
  - 「罠に落ちた女」（1984年3月20日）
  - 「松本清張の夜光の階段」（1986年4月1日） - 福地フジ子
  - 「悪い電話」（1991年1月29日） - 柴田康子
  - 「臨床心理士1 お母さんがオンナになった…のぞき見た少女を狂わせる血色の夕焼け」（2000年5月2日）
- かたぐるまIII （1981年、NTV）
- 土曜ドラマ（NHK）
  - 「松本清張シリーズ・けものみち」（1982年） - 山倉米子
  - 「松本清張シリーズ・波の塔」（1983年） ※1973年版にも出演
- 冬の稲妻 （1982年、NHK）
- 春の傑作推理劇場 「ひねくれた殺人」（1982年2月18日、ANB）
- コカコーラSP 「女ともだち－誰のものでもない私の人生－」（1982年3月29日、TBS）
- 花の影（1982年、CX）
- 花王名人劇場 （KTV）
  - 「裸の大将放浪記2 ロバが笑ったので」（1982年5月30日） - 弥生
  - 「現代夫婦事情3 つれあいアンバランス」（1984年12月16日）
- 街 若者たちは今 （1982年、NHK）
- 家族の神話 （1982年、MBS）
- アイコ16歳 （1982年、TBS） - 織田千鶴子
  - アイコ17歳（1984年、TBS）
- 時代劇スペシャル 「旗本やくざ 大江戸喧嘩帳」（1982年9月17日、CX） - おきん
- はじめまして・再婚 （1981年、MBS）
- 野々村病院物語II 第10話（1982年、TBS）
- ザ・サスペンス 「見知らぬわが子 この子は誰! マイホームにうずまく女の復讐」（1983年2月26日、TBS） - 家政婦・川畑久子
- 雨の慕情（1983年、CBC）
- 欲望（1983年、NHK）
- 大奥（1983年、KTV・東映） - 熙子（天英院）
  - 第27話「塵に咲く花」
  - 第28話「女帝への階段」
  - 第29話「渚の体験」
  - 第33話「吉宗と肝っ玉母さん」
  - 第34話「陽気な未亡人」
- 眠狂四郎無頼控 第1話「殺さないで私の子を異人妻の絶叫! 将軍お世継暗殺大奥やわ肌秘話」（1983年、12ch）
- 微笑は風のように（1984年、CX）
- 月曜ワイド劇場 （ANB）
  - 「妻たちの離陸 ある日突然夫への離婚宣言」（1984年4月23日）
  - 「白い悪魔が忍びよる」（1984年5月28日）
  - 「京都人形寺殺人事件」（1985年1月7日）
  - 「もう母さんと呼べない! 性的母子 惨!! なぜ悲劇は起こったか?!（1985年2月4日）
  - 「女が経理を盗むとき OL的犯罪 盗って、貯めて、辞める法!」（1985年7月15日） - 貞子
  - 「男上手女上手 あなた不倫してみない!?」（1986年3月17日）
- 鬼龍院花子の生涯 （1984年、MBS）
- 家族の晩餐 （1984年、NTV）
- 転校少女Y（1984年、TBS）
- 悪魔がしのびよる（1984年、ANB）
- 金曜女のドラマスペシャル （CX）
  - 「不信のとき その時女は夫の子をみごもっていた!」（1984年12月28日）
  - 「二度目の妻の座」（1985年2月1日）
- 連続テレビ小説 （NHK）
  - 「澪つくし」（1985年4月-10月） - 古川るい
  - 「私の青空」（2000年4月-9月） - 北山珠江
  - 「天花」（2004年3月-9月） - 平井勝子
- 富士山麓（1985年、NHK）
- サーティーン・ボーイ （1985年、TBS）
- 日生ファミリーSP 「赤川次郎ののぶ子マイウェイ 女社長に乾杯!」（1985年6月13日、CX）
- 水曜ドラマスペシャル （TBS）
  - 「家政婦 織枝の体験2」（1985年12月4日）
  - 「家政婦 織枝の体験3」（1985年12月11日）
  - 「春の特別企画第1弾 さんまの花ムコ見習試験」（1987年4月1日）
- 赤い秘密（1985年、TBS）
- 夏樹静子サスペンス 「突然の朝」（1986年3月10日、KTV）
- 妻たちの初体験（1986年、NTV）
- 木曜ドラマストリート 「若い人」（1986年4月17日、CX）
- ジェニーがやってきた（1986年、NHK）
- 男女7人夏物語 第9話「笑うな!」（1986年、TBS）
- 部長刑事 第1458話「女親分とアルバイト組員」（1986年10月4日、ABC）
- 西村京太郎サスペンス 「手を拍く猿」（1986年12月1日、KTV）
- 新 乳母車（1986年、ANB）
- 森村誠一サスペンス 「死の代走者」（1987年3月7日、KTV）
- 月曜ドラマランド 「宇宙少女モルモ10分の1 ガーン！転校生は身長16メートル体重500キロの超グラマー！」（1987年5月25日、CX） - 洋子
- 熱くなるまで待って！（1987年、CX）
- 懲りない女房たち（1987年、MBS）
- ドキュメンタリードラマ 「いのち輝くとき 女医センセイ奮戦記」（1987年9月24日、HOME）
- ギョーカイ君が行く（1987年、CX）
- 家庭の問題 （1987年、TBS）
- 花王名人劇場 （KTV）
  - 「よしもとマネージャー物語2」（12月27日） - やり手のプロデューサー・草子
  - 「楝方志功 夢を彫る男1 志功の青春記より おらぁゴッホだ!」（1989年1月22日）
- 土曜ドラマスペシャル「初恋センター あなたの初恋捜します」（1988年7月30日、TBS）
- 越中おわら風の盆 （1988年、NHK）
- 悪い奴は眠らない（1988年10月3日、NHK） - 夕子
- 月曜・女のサスペンス （TX）
  - 「文豪サスペンスシリーズ 薮の中 殺意の瞬間」（1988年10月10日）
- 私が愛した鯨 （1989年1月3日、NHK）[34][35] - 波
- 代議士の妻たち2(TBS)(平成初のテレビドラマ)
- 水曜グランドロマン （NTV）
  - 「他人の家 マニラから来た娘に暴かれた虚飾の幸福!」（1989年2月1日）
  - 「教頭試験」（1989年9月6日）
  - 「東京恋物語 駒沢公園の女」（1991年7月17日）
  - 「30日間の休暇を命ず」（1991年7月31日）
- シリーズ街 大井埠頭「湾岸通りの天使たち」（1989年、ANB）
- 他人の関係 （1989年、NHK）
- 日立スペシャル ドラマ特別企画「空と海をこえて」（1989年9月16日、TBS）
- 12時間超ワイドドラマ 「宮本武蔵」（1990年1月2日、TX） - お甲
- 優しいだけがオトコじゃない（1990年1月、TX） - 純子
- ファーストレディ －さらば愛しき昭和－愛と権力への階段（1990年4月12日、TX）
- 芸能社会（1990年、TBS）
- 世にも奇妙な物語 第13話「自動振込」（1990年、CX）
- 三婆シリーズ（TX）
  - 「三婆'91」（1991年1月4日）
  - 「三婆'92」（1992年1月3日）
  - 「三婆'93」（1993年1月3日）
- 月曜ドラマスペシャル （TBS）
  - 「新 株式会社徳川家康」（1992年3月23日）
  - 「うたかた」（1992年4月6日）
  - 「ジャック・アンド・ベティ物語」（1992年8月10日・8月17日）
- 恋は翼にのって（1992年、TX）
- 名奉行 遠山の金さん 第4シリーズ 第15話「覗かれた砂絵の女」（1992年3月5日、ANB / 東映） - おもん
- 金曜ドラマシアター 「実録犯罪史シリーズ 国際指名手配第1号 前科3犯 逃亡画家」（1992年4月24日、CX）
- 東芝日曜劇場「いつかライオンの夢を」（1992年7月12日、MBS）
- ドラマシティー'92 「非行少年たち」（1992年10月15日、YTV）
- 日本名作ドラマ「伊豆の踊子」（1993年6月14日・6月21日）
- はるかの夢宣言（1993年、YTV）
- あすなろ白書（1993年10月11日 - 12月20日、CX） - 掛居みつ子 役
- 金曜エンタテイメント
  - 「人間ドキュメント 夏目雅子物語」（1993年12月3日、CX）
  - 「名古屋嫁入り物語8 家出か! 駆け落ちか! 12歳年下の東京男をめぐる涙の恋愛バトル」（1996年3月22日、THK）
  - 「釣りデカ事件簿 海の密室殺人事件 エステ美容界の女帝を脅かす血塗られた殺人事件」（1997年2月21日） - 美容界の女帝・奈美子
  - 「座長・花村龍子こんぴら殺人事件」（1998年8月14日）
  - 「おだまりコンビ 芸能界殺しのパズル（1999年6月18日） - 元女優でうるさ型のマネージャー・菜々子
  - 「おだまりコンビ2 芸能界殺しのシナリオ あの最強コンビが帰ってきた」（2000年2月25日） - マネージャー・菜々子
  - 「おだまりコンビ3 芸能界殺しのオルゴール」（2000年10月6日）
  - 「おだまりコンビ4 芸能界・殺しの輪舞（2002年2月15日）
- 火曜ドラマリーグ （ABC）
  - 「お姉さんの朝帰り1」（1994年1月～2月）
  - 「お姉さんの朝帰り2」（1994年5月～6月）
- カネボウヒューマンSP14「ばいばい、フヒタ たった4カ月の新婚生活－夫は逝った」（1994年2月15日、NTV）
- 出逢った頃の君でいて（1994年、NTV ） - 大里美子
- 内館牧子新春ドラマ「転職ロックンロール 愛と栄光と両方は手に入んない!?」（1995年1月4日、ANB）
- 魚河岸のプリンセス（1995年、NHK）- 西尾克子
- 日本一短い「母」への手紙 「嫁ぐ日」（1995年4月5日、NTV）
- うちの母です「が」…（1995年、ANB）
- 月曜ドラマスペシャル（TBS）
  - 「病理医・薮野善次郎の鑑定ファイル1」（1996年5月27日）
  - 「監察医 薮野善次郎2」（1996年12月9日）
  - 「化粧の裏側 夫を誘惑した母が変死！？他殺か？美人美容師をめぐる愛憎と意外な結末」（1997年6月2日）
  - 「監察医 薮野善次郎3」（1997年7月14日）
  - 「監察医 薮野善次郎5」（1998年5月18日）
  - 「監察医 薮野善次郎6」（1998年10月19日）
  - 「監察医 薮野善次郎7」（1999年4月26日）
  - 「監察医 薮野善次郎8」（2000年8月7日）
  - 「監察医 薮野善次郎9」（2001年5月21日）
  - 「監察医 薮野善次郎10」（2003年6月23日）
- 犯人は誰だ！夏樹静子ミステリードラマSP「そして誰かいなくなった」（1997年10月5日、TBS）
- 失楽園（1997年、YTV） - 松原昌美
- 君の手がささやいている（1997年 - 2001年、ANB） - 野辺正江
- 黄昏流星群～恋をもう一度 （1998年2月28日、NHK）
- ひとりぼっちの君に（1998年、TBS） - 星野遥子
- 必要のない人（1998年、NHK）
- 衛星ドラマ劇場 「櫂」（1999年5月6日 - 20日、NHK）- 大貞 [36]
- ロマンス 第11話「シドニー炎上」（1999年、YTV） - 秋山冴子
- 甘い生活。（1999年、NTV） - 日吉春江
- Friends（2000年、TBS）
- 水戸黄門 （TBS・C.A.L）
  - 第29部 - 第30部（2001年 - 2002年） - おるい
- 十手人 第5話・第7話（2001年、ANB）
- NHK月曜ドラマシリーズ「私の青空2002」（2002年4月-5月、NHK）
- 怪談百物語 第4回「番町皿屋敷」（2002年、CX） ‐ 青山真弓
- ゴールデンシアター特別企画 「E.YAZAWA 成りあがり」（2002年11月3日、CX）
- あなたの人生お運びします!（2003年、TBS） - 上原政子
- ラストクリスマス（2004年、CX） - 春木貴子
- SHISEIDO PRESENTS あの日にかえりたい。 東京キャンティ物語（2004年10月10日、NTV）
- 水曜プレミア 「夜回り先生 いいんだよ、昨日までのことは…」（2004年10月27日、TBS）
- 坂本九没後20年ドラマスペシャル「上を向いて歩こう～坂本九物語」（2005年8月21日、TX）
- ダイヤモンドの恋（2005年、NHK）
- 花より男子（2005年、TBS） - 道明寺楓
- DRAMA COMPLEX 「ダイエットの女王 鈴木その子」（2006年4月25日、NTV） - 鈴木その子
- 花より男子2（2007年、TBS） - 道明寺楓 役
- 拝啓、父上様（2007年、CX） - 小夜子 役
- 恋のから騒ぎ 〜Love StoriesIV〜「殺したい女」（2007年11月30日、NTV系）
- ホレゆけ！スタア☆大作戦～まりもみ危機一髪！～（2007年、NTV）
- 春のドラマSP「くうねるところすむところ～恋するニッカボッカ・ガール」（2007年4月10日、KTV）
- 三十万人からの奇跡〜二度目のハッピーバースディ〜（2008年、TX）
- Around40〜注文の多いオンナたち〜（2008年、TBS） - 吉永晴子 役
- 乙女のパンチ（2008年、NHK） - 岡崎聡子 役
- ロト6で3億2千万円当てた男（2008年、EX） - 立花道代
- Goro's Barドラマスペシャル （2009年3月10日、TBS）
- 14歳〜千原ジュニアたった1人の闘い〜（2009年3月12日、TX） - 祖母
- 必殺仕事人2009 第17話「ゴミ屋敷」（2009年、ABC・松竹） - アヤメ
- ハッピーバースデー（2009年11月21日、フジテレビ） - 堀正子
- 君たちに明日はない 第5話「オモチャの男」（2010年2月、NHK） - 芹沢朋子
- 月曜ゴールデン「遺品整理人・谷崎藍子〜死者が遺したメッセージ〜」（2010年5月24日、MBS） - 栗山スミ子
- チャンス（2010年8月28日- 、NHK） - 御園隆子
- 恋愛ニート〜忘れた恋のはじめ方（2012年1月 - 3月、TBS） - 松本聡子
- レジデント〜5人の研修医 第4話（2012年11月8日、TBS） - 高村志津
- 雲の階段（2013年4月 - 6月、NTV） - 相川喜美枝
- 東京バンドワゴン〜下町大家族物語（2013年10月 - 12月、NTV） - 堀田サチ
- プラトニック（2014年5月25日 - 7月13日、NHK BSプレミアム） - 油井雅子
- スペシャルテレビドラマ「妻たちの新幹線」（2014年10月13日、NHK名古屋放送局） - 十河キク
- 保育探偵25時〜花咲慎一郎は眠れない!!〜 第7話（2015年2月27日、TX） - エミコ・バーナビー
- 5→9〜私に恋したお坊さん〜（2015年10月12日 - 12月14日、フジテレビ） - 星川ひばり
- やすらぎの郷（2017年4月3日 - 9月27日、テレビ朝日） - 水谷マヤ
- 相棒 Season16 最終回2時間スペシャル（2018年3月14日、テレビ朝日） ‐ 風間燦王会・風間匡子
- 僕とシッポと神楽坂 第3話（2018年10月26日、テレビ朝日） ‐ 小宮千津
- やすらぎの刻〜道（2019年4月8日 - 2020年3月27日、テレビ朝日） - 水谷マヤ / 三木梅[37]
- Heaven? 〜ご苦楽レストラン〜 第7話（2019年8月20日、TBS） - 古瀬妙子
- 南くんが恋人!?（2024年7月16日 - 9月10日、テレビ朝日） - 堀切百合子[38]
- しあわせは食べて寝て待て（2025年4月1日 - 5月27日、NHK総合） - 美山鈴[39]

### 映画

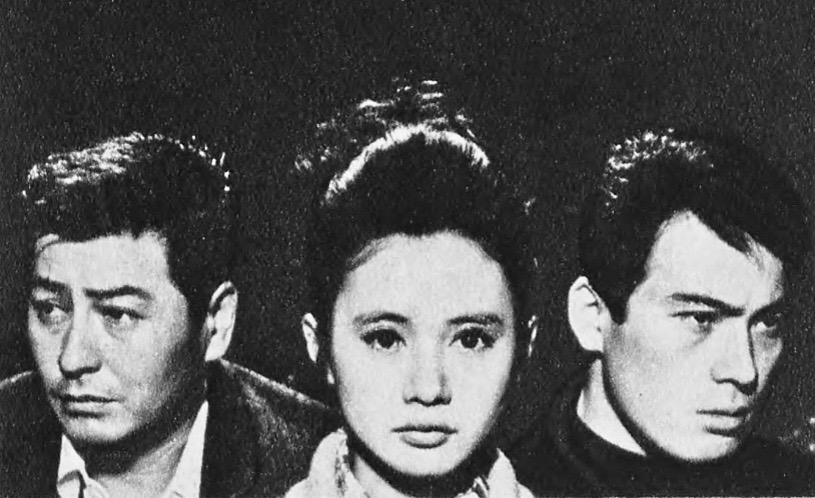
『乾いた花』（1964年）

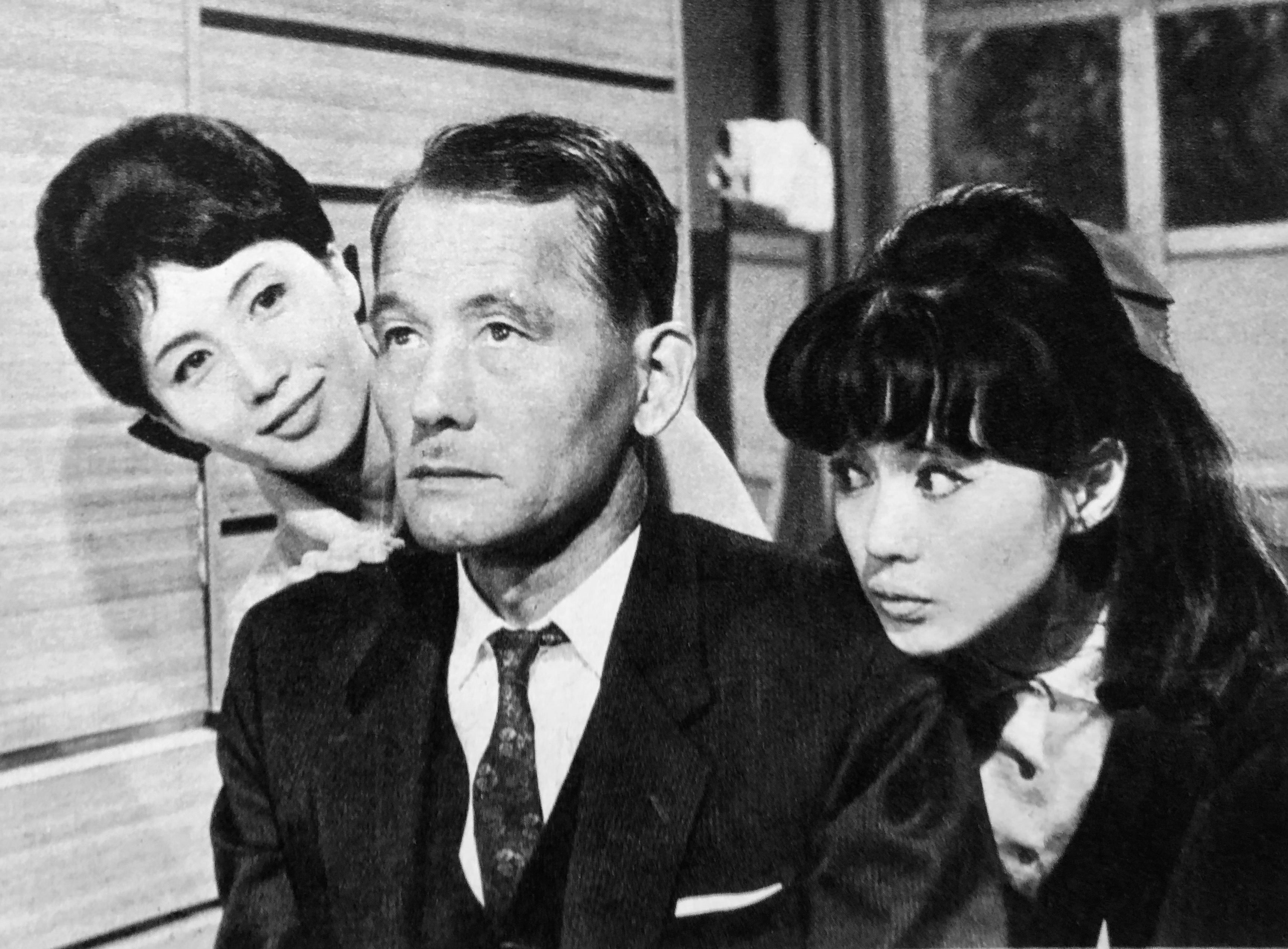
『大根と人参』（1965年）

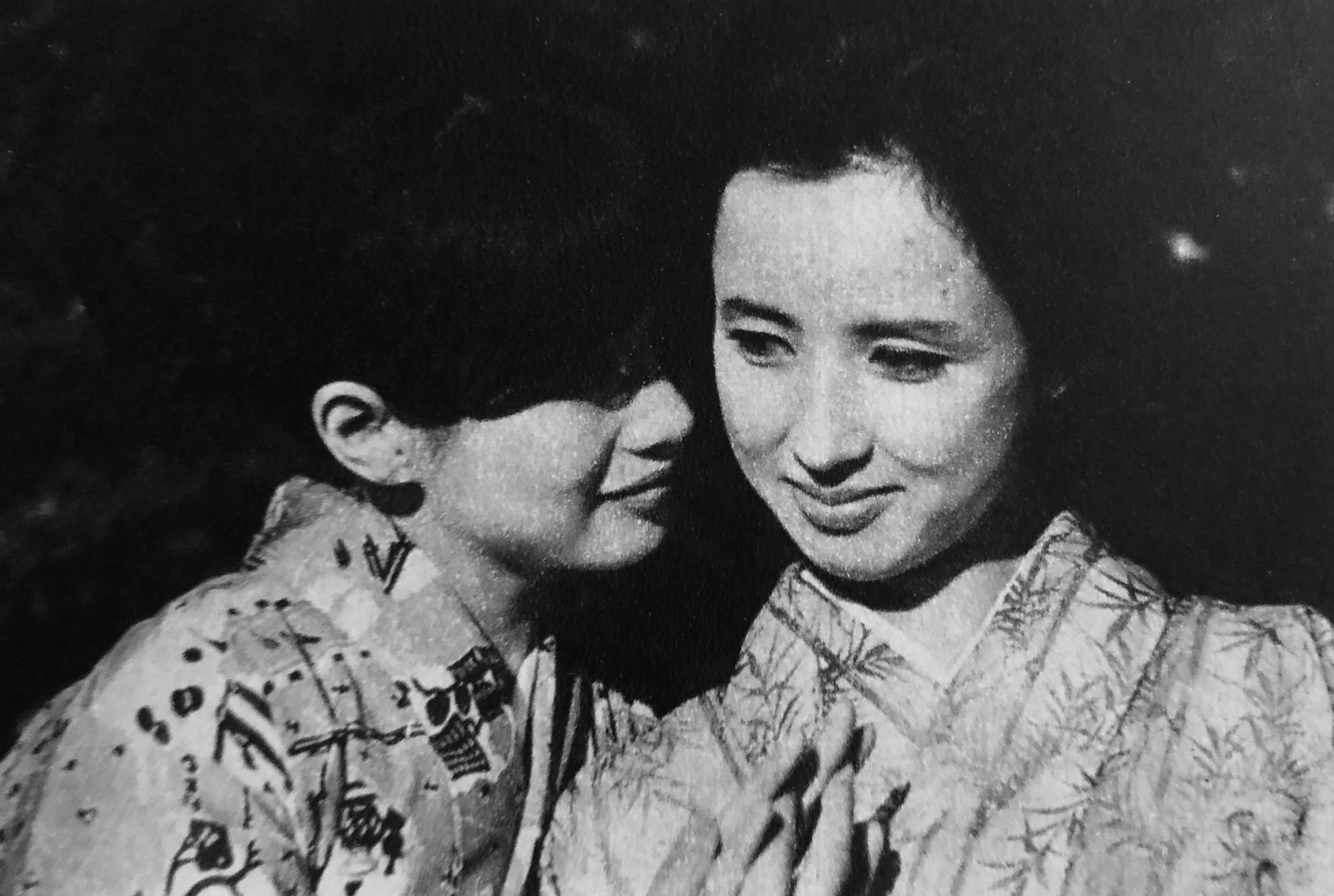
『美しさと哀しみと』（1965年）

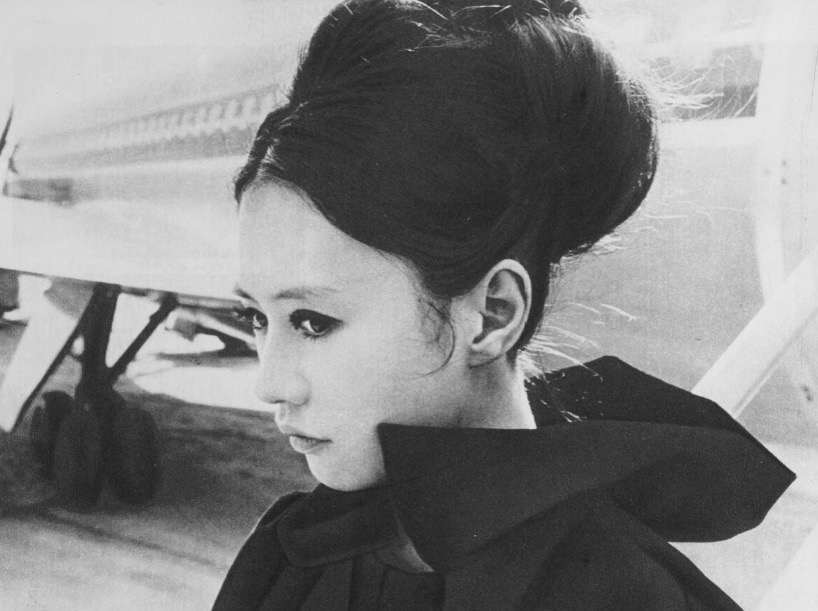
『とべない沈黙』（1966年）

- 涙を、獅子のたて髪に（1962年、松竹） - ユキ
- 「可否道」より なんじゃもんじゃ（1963年） - 丹野アンナ
- 危い橋は渡りたい（1963年） - 宮本早苗
- 独立美人隊（1963年） - 小林あき子
- 死闘の伝説（1963年） - 清水百合
- つむじ風（1963年、松竹） - 猿沢一子
- ならず者（1964年、東映） - マリ
- にっぽんぱらだいす（1964年） - 楠千恵子
- 落第生とお嬢さん（1964年） - 島村晴美
- 乾いた花（1964年、松竹） - 冴子
- 月曜日のユカ（1964年、日活） - ユカ
- 美しさと哀しみと（1965年） - 坂見けい子
- 大根と人参（1965年） - 山樹恵子
- 悦楽（1965年） - 稲葉匠子
- ハイウェイの王様（1965年） - 新劇女優
- 雪国（1965年） - 葉子 役
- とべない沈黙（1966年、日本映画新社）
- 坊っちゃん（1966年、松竹） - 那美（マドンナ）
- 惜春（1967年） - 新堂桃子
- 濡れた逢引き（1967年、松竹） - 瀬本かね子
- さそり（1967年） - 飲み屋の女 役
- 男なら振りむくな（1967年） - 島野杏子
- 不信のとき（1968年、大映） - マユミ
- わが闘争（1968年） - 堤美也
- 豹は走った（1970年） - 秋山薫
- 喜劇 大泥棒（1971年） - 美代
- 闇の中の魑魅魍魎（1971年） - 徳姫
- 旅路 おふくろさんより（1971年） - 亜希
- 3000キロの罠（1971年） - 楠本奈美子
- 喜劇 命のお値段（1971年） - 真田ユリ
- 白鳥の歌なんか聞こえない（1972年、東宝） - 小沢圭子
- 初めての愛（1972年） - 青木夏子
- にっぽん三銃士 おさらば東京の巻（1972年） - キキ
- 昭和極道史（1972年） - 坂口美佐
- 日蔭者（1972年） - 雪江
- ゴキブリ刑事（1973年、東宝・石原プロモーション） - 杉本裕子
- 釜ヶ崎極道（1973年） - 中原紀子
- 金閣寺（1976年） - 生花の師匠
- 八甲田山（1977年、東宝） - 徳島妙子
- 江戸川乱歩の陰獣（1977年） - 増田芙美子
- ミスターどん兵衛（1980年） - スター女優・冬子
- 時の娘（1980年） - 諏訪恋
- 夕暮まで（1980年） - 祐子
- 泥の河（1981年） - 松本笙子
- 陽炎座（1981年） - みお
- ラブレター（1981年） - タヨ
- 道頓堀川（1982年、松竹） - ユキ
- 青春の門 自立篇（1982年） - お英
- ダイアモンドは傷つかない（1982） - 牧村和子
- ザ・レイプ（1982年） - ペーテルのママ
- もどり川（1983年） - 綾乃
- 夜明けのランナー（1983年） - マリア
- 愛情物語（1984年） - 大森好子
- 麻雀放浪記（1984年） - ママ 役
- 時代屋の女房2（1985年） - 水沢薫
- 春の鐘（1985年） - 石綿早苗
- 沙耶のいる透視図（1986年） - 神崎の母親
- 恋人たちの時刻（1987年） - 西江彰子
- ちょうちん（1987年） - 町田悦子
- 優駿 ORACION（1988年） - 田野京子
- 青い山脈'88（1988年） - 林恭子
- 右曲がりのダンディー（1989年） - 芦田かおり
- 夢の祭り（1989年） - ゆき
- 飛ぶ夢をしばらく見ない（1990年） - 田浦康子
- ペンタの空（1991年） - 三崎里子
- きらきらひかる（1992年） - 香山千秋
- 新極道の妻たち 覚悟しいや（1993年、東映） - 桑原加代子
- やくざ道入門（1994年） - 田辺八重
- Love Letter（1995年） - 藤井安代
- BUGS（1997年） - 北村裕
- 新宿少年探偵団（1998年） - 夢野沙恵子
- タナカヒロシのすべて（2005年） - 母
- 花より男子F（2008年） - 道明寺楓
- ジャイブ 海風に吹かれて（2009年） - 泊悦子
- スープ・オペラ（2010年、プレノンアッシュ） - 楢崎藤子
- 神様のカルテ（2011年8月27日） - 安曇清子
- 洋菓子店コアンドル（2011年）
- サクラダリセット 前篇（2017年） - “魔女”
- 梅切らぬバカ（2021年）- 主演・山田珠子

### Vシネマ
- キタの帝王 闇の法廷伝説（1996年） - ヤスコ（弁護士）

### 舞台
- 阿修羅のごとく（2013年1月11日～29日）
- さくら橋（2013年8月2日～27日）

### テレビ番組
- BSあなたが選ぶ映画音楽（NHK BS2・NHK BShi）
- 23時ショー（NETテレビ(現：テレビ朝日)系）司会
- DOサタデー（1982年 - 1984年、関西テレビ）
- 夜のヒットスタジオSUPER（1989年 - 1990年、フジテレビ）司会
- どちら様も!!笑ってヨロシク（1989年 - 1996年、日本テレビ）レギュラー解答者
- クイズダービー（1989年12月2日、1990年7月7日放送分ゲスト、1992年7月 - 12月、TBS）
- クイズ赤恥青恥（テレビ東京）
- 走れ!GET（テレビ朝日）
- 快傑熟女!心配ご無用（TBS）
- オールスター感謝祭（TBS）
- ケンカの花道（フジテレビ）
- 麻雀 BATTLE ROYAL 2009（MONDO21）
- コケッコ?!（フジテレビ）山田邦子と共に司会
- クイズ仕事人（朝日放送）
- 中居正広の金曜日のスマたちへ（TBS）
- くりぃむクイズ ミラクル9（テレビ朝日）

### CM
- 資生堂
  - 「男子用化粧品セール」（1962年）
  - 「春の化粧品デー」（1973年）
  - 『洗顔専科』（2005年 - 2006年）[40]
- 明治製菓 『アルファ』（1965年）
  - 当時としては珍しい一口タイプのチョコレートとして発売。加賀が「あッ」と言うだけのCMが話題になった。後に加賀自身がテレビ番組の企画でCM映像を見ることがあったが、「（演技が）ヘタ」とコメントしている。加賀初のCM[19]。
- 富士フイルム
  - 2作品目のCM[19]。加賀によると「“お正月を写そっ”の初代が私なんです。照明係の人が準備している時に何げなく「お正月を写そう」とつぶやいたら、コピーライターの人が「それいいね」と言って、「ちょっと節を付けて歌ってみて」と言われたんです」[4]。
- 日清食品 『棒棒鶏』、『豆板醤』（1983年 - 1984年 ）※渡辺篤史と共演。
- 東京都 「TOKYO SLIM」
  - 半透明のごみ袋をPRするシーンが話題になる。「東京都がゴミの分別キャンペーンを展開している時にお声がかかったCMも私の心の中に残っている。撮影で初めて夢の島に行ったけど、そこで働いている職員が神々しく見えました。東京中から集まってくるゴミの量は半端じゃない。普通の人の倍の給料もらっていいと思う。このCMを機にささやかだけど、あまりゴミを出さないように心掛けている。」と語っている[19]。
- サントリー なっちゃん 「舞台」篇・「映画」篇（1998年3月21日 - ）
- トヨタ自動車「車検・保証がつくしプラン 」（2001年 - 2002年）[40]
- NTT東日本『フレッツ』（2004年）[40]
- ダイハツ ムーヴ 「広さにびっくり」篇 （2006年10月）[40]
- MSD「肺炎予防接種」（2011年）[40]

## 受賞歴
- 第3回紀伊國屋演劇賞・個人賞（1968年）
- 第23回ブルーリボン賞・助演女優賞（『夕暮まで』・1981年）
- 第55回キネマ旬報ベスト・テン・助演女優賞（『泥の河』『陽炎座』・1982年）
- 第6回日本アカデミー賞・優秀助演女優賞（『道頓堀川』『ダイアモンドは傷つかない』・1983年）
- 第24回日刊スポーツ映画大賞・助演女優賞（『洋菓子店コアンドル』『神様のカルテ』・2011年）
- 第68回毎日映画コンクール俳優部門・田中絹代賞（2013年）
- 第23回日本映画批評家大賞・ゴールデングローリー賞（2014年）[41]

## 音楽

### アルバム
| 発売日               | 規格                 | 規格品番             | アルバム |
| ワーナー・パイオニア | ワーナー・パイオニア | ワーナー・パイオニア | ワーナー・パイオニア |
| -------------------- | -------------------- | -------------------- | --- |
| 1971年4月            | LP                   | L-8003W              | 愛しあう2人のために 愛のレッスン ※ 全作詞・構成：安井かずみ、全編曲：服部克久。 Side A： 1. シェルブールの雨傘（I'll Wait For You） 2. 恋よさようなら（ I'll Never Fall in Love Again） 3. This Guy's in Love With You 4. 恋のひとこと（Something Stupid） 5. 太陽がいっぱい（Plein Soleil） 6. 青い影（Whiter Shade of Pale） Side B： 1. パリのめぐり逢い 2. 恋のアランフェイス 3. この恋に生きて 4. Good Morning Star Shine 5. サムシング 6. ラバース・コンチェルト |
| 1999年1月25日        | CD                   | WPC7-8598            | 愛しあう2人のために 愛のレッスン ※ 全作詞・構成：安井かずみ、全編曲：服部克久。 Side A： 1. シェルブールの雨傘（I'll Wait For You） 2. 恋よさようなら（ I'll Never Fall in Love Again） 3. This Guy's in Love With You 4. 恋のひとこと（Something Stupid） 5. 太陽がいっぱい（Plein Soleil） 6. 青い影（Whiter Shade of Pale） Side B： 1. パリのめぐり逢い 2. 恋のアランフェイス 3. この恋に生きて 4. Good Morning Star Shine 5. サムシング 6. ラバース・コンチェルト |
| 2014年3月19日        | CD                   | CDSOL-1560           | 愛しあう2人のために 愛のレッスン ※ 全作詞・構成：安井かずみ、全編曲：服部克久。 Side A： 1. シェルブールの雨傘（I'll Wait For You） 2. 恋よさようなら（ I'll Never Fall in Love Again） 3. This Guy's in Love With You 4. 恋のひとこと（Something Stupid） 5. 太陽がいっぱい（Plein Soleil） 6. 青い影（Whiter Shade of Pale） Side B： 1. パリのめぐり逢い 2. 恋のアランフェイス 3. この恋に生きて 4. Good Morning Star Shine 5. サムシング 6. ラバース・コンチェルト |
| 2018年7月4日         | CD                   | UVPR-10016           | 愛しあう2人のために 愛のレッスン ※ 全作詞・構成：安井かずみ、全編曲：服部克久。 Side A： 1. シェルブールの雨傘（I'll Wait For You） 2. 恋よさようなら（ I'll Never Fall in Love Again） 3. This Guy's in Love With You 4. 恋のひとこと（Something Stupid） 5. 太陽がいっぱい（Plein Soleil） 6. 青い影（Whiter Shade of Pale） Side B： 1. パリのめぐり逢い 2. 恋のアランフェイス 3. この恋に生きて 4. Good Morning Star Shine 5. サムシング 6. ラバース・コンチェルト |

## 著書
- 『とんがって本気』（2004年 新潮社）
  - 『純情ババァになりました。』（2008年 講談社文庫 「とんがって本気」の加筆改題版）

### 写真集
- 『PRIVATE 私生活／加賀まりこ』（立木義浩 1971年 毎日新聞社）

## 関連書籍
- 人は大切なことも忘れてしまうから 松竹大船撮影所物語（山田太一、斉藤正夫、田中康義、宮川昭司、吉田剛、渡辺浩 / 編著、マガジンハウス） - 加賀を含む松竹ゆかりの人たちへのインタビュー集。